# Геохимическая эпоха
Геохимическая эпоха — этап геологической истории, характеризующийся образованием в земной коре скоплений определённых химических элементов или их сочетаний. Так, отмечается железорудная эпоха, связанная с началом нижнего протерозоя (около 2500 миллионов лет тому назад), эпоха свинцовых месторождений девона и карбона (1700—1400 миллионов лет тому назад), золоторудная эпоха архея и др. Практический интерес представляют эпохи, связанные с образованием месторождений полезных ископаемых.
Понятие было предложено А. Е. Ферсманом в 1934 году. Часто употребляется близкое понятие «металлогеническая эпоха».
Выделение эпох связано с общими условиями образования месторождений. Так, происхождение месторождений железистых кварцитов (Криворожский железорудный бассейн, Верхнее озеро, Минас-Жерайс) в конце архея — начале протерозоя обычно объясняется появлением в атмосфере больших количеств кислорода и оседанием окислов железа (до этого железо оставалось в растворе в виде бикарбонатов). Аналогично, карбоновая эпоха (каменноугольный период) произошла в результате расцвета растительности и последующего захоронения её остатков.